# Valeriaan (geslacht)
Valeriaan (Valeriana) is een geslacht van overblijvende kruiden en halfstruiken uit de valeriaanfamilie (Valerianaceae) (22e druk van de Heukels) of de kamperfoeliefamilie (Caprifoliaceae) (23e druk van de Heukels).
De bloemhoofden hebben een sterke zoete, onaangename geur. De botanische naam is afgeleid van het Latijnse 'valere' = sterk/krachtig zijn, wat op de geur slaat. De Nederlandse naam valeriaan is van de botanische naam afgeleid. De Duitse naam Baldrian is mogelijk ook afgeleid van de Noorse lichtgod Baldur, zoon van Odin en Frigga.
Het geslacht omvat honderdvijftig tot honderdtachtig soorten. Deze zijn voornamelijk verspreid in de bosgebieden van Europa, voor een deel in Noord-Amerika en in de tropen van Zuid-Amerika. Er is één specifiek Indiase soort, Valeriana wallichii. Sommige valeriaansoorten worden gebruikt als siergewas in de tuin.
Verschillende valeriaansoorten bevatten alkaloïden (Monoterpene en Sesquiterpene) en vooral etherische oliën. Deze ruiken na droging onaangenaam, omdat ze deels worden omgezet in zuren als valeriaanzuur.
Soorten
In België en Nederland komen twee soorten in het wild voor:
- kleine valeriaan (Valeriana dioica)
- echte valeriaan (Valeriana officinalis)

Andere soorten, die men in Midden-Europa kan aantreffen zijn:
- Valeriana arizonica
- Valeriana celtica
- Valeriana saxatilis
- Valeriana montana
- Valeriana supina
- Valeriana tripteris
- Valeriana tuberosa

... · 
Centranthus · 
Dipsacus (Kaardenbol) · 
Lonicera (Kamperfoelie) ·  
Knautia · 
Linnaea · 
Nardostachys · 
Scabiosa · 
Succisa · 
Symphoricarpos · 
Valeriana (Valeriaan) ·  
Valerianella (Veldsla) · 
Weigela · 
...